# Jurginiškiai
Jurginiškiai – wieś na Litwie, na Suwalszczyźnie, w rejonie kowieńskim w okręgu kowieńskim. Przez wieś przebiega trasa europejska E67.
Za Królestwa Polskiego przynależała administracyjnie do gminy Freda w powiecie mariampolskim.
Graniczy z wsią Mauručiai.